# Jacques Babinet
Jacques Babinet (5 de març de 1794, Lusignan, Vienne, França - 21 d'octubre de 1872, París, França), va ser un matemàtic, físic, i astrònom francès.

## Biografia

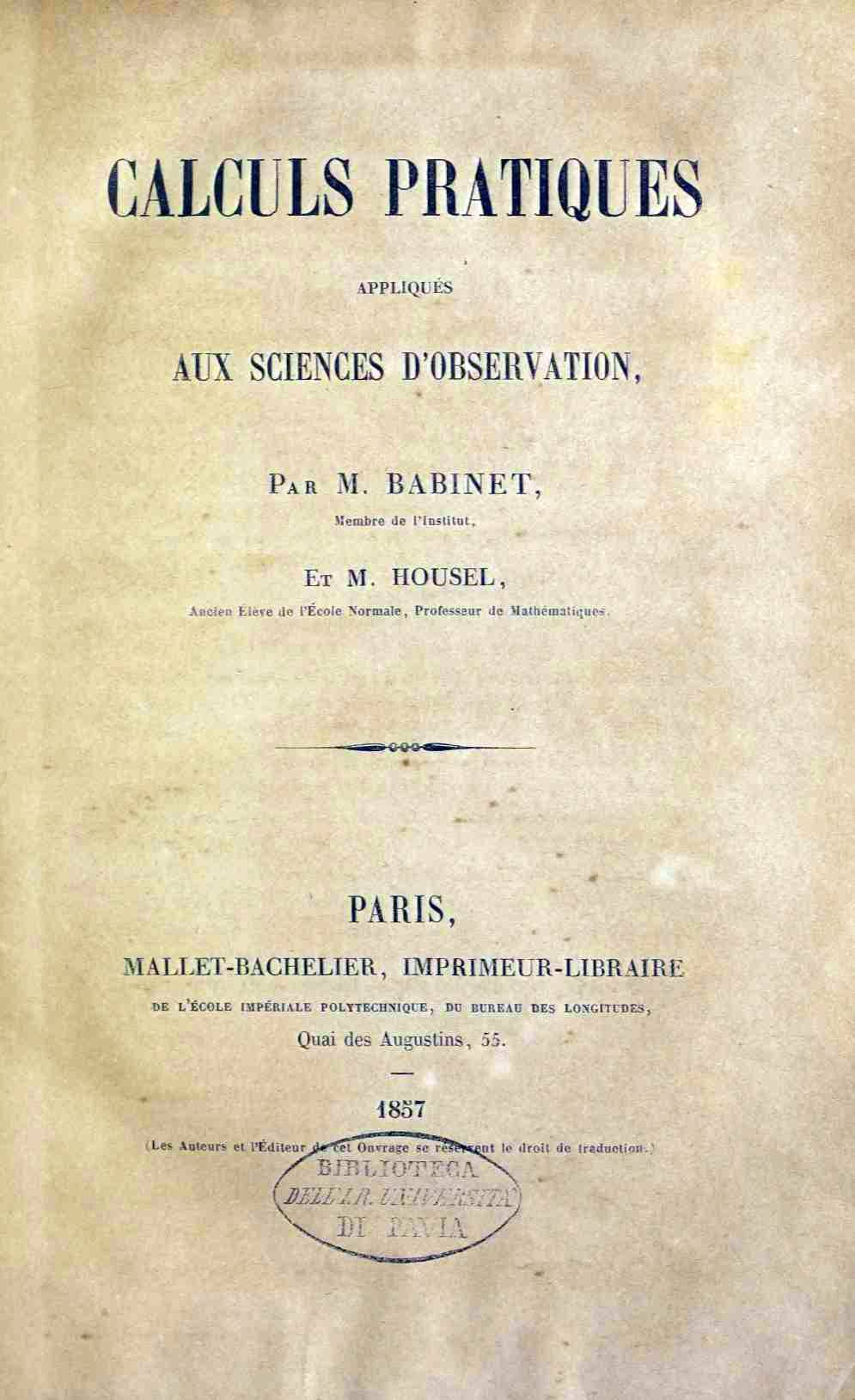
Calculs pratiques appliqués aux sciences d'observation, 1857

Va començar estudis a Poitiers, abans d'instal·lar-se a París el 1811]. El 1812 va entrar a l'Escola politècnica, i a l'any següent va ser admès a l'École d'application de l'artillerie et du génie de Metz. Després d'exercir com a oficial d'artilleria el 1814, va abandonar la carrera militar el 1815.
Va exercir com a professor de matemàtiques a Fontenay-le-Comte el 1816, a l'any següent es va titolar en batxillerat de ciències i va passar a ser professor de física a Poitiers. El 1820 es traslladà a París per ser professor de física al Liceu Saint-Louis, casant-se aquest mateix any amb Adélaïde Laugier, unió de la qual van néixer dos fills, Charles i Léon.
El 1822 va publicar amb André-Marie Ampère (1775-1836) un document titulat Exposé des nouvelles découvertes sud l'électricité et le magnétisme. El 1828 va succeir a Augustin Fresnel (1788-1827) a la Société philomathique de Paris.
A l'any 1831 va passar a ser examinador en la École polytechnique, primer en física, i després en geometria descriptiva. Llavors va ser ordenat Cavaller de la Legió d'Honor, i aquell mateix any, va substituir Ampère al Collège de France, i més tard a La Sorbona.
El 1840, va ser admès com a membre de l'Acadèmia francesa de les Ciències, i a l'any següent esdevingué bibliotecari del Bureau des longitudes. El 1854 va treballar com a astrònom adjunt a l'Observatori de París, i el 1864 va ser admès com a membre de la Société d'encouragement pour la locomotion aérienne au moyen d'appareils plus lourds que l'air. Entre 1824 i 1841 va publicar els seus Annales de physique et de chimie, així dirigí els Comptes rendus de l'Académie des sciences entre 1837 i 1865.
Va treballar molt especialment en meteorologia i va inventar una màquina pneumàtica molt prestigiosa en el seu temps per la seva eficàcia.
Babinet va ser un divulgador científic actiu, publicant nombrosos articles al Journal des débats i a La Revue des Deux Mondes, a més de donar multitud de conferències sobre els avanços tècnics i científics d'aquells anys.
El seu treball va inspirar una sèrie de caricatures realitzades per Honoré Daumier.

## Principi de Babinet[5]

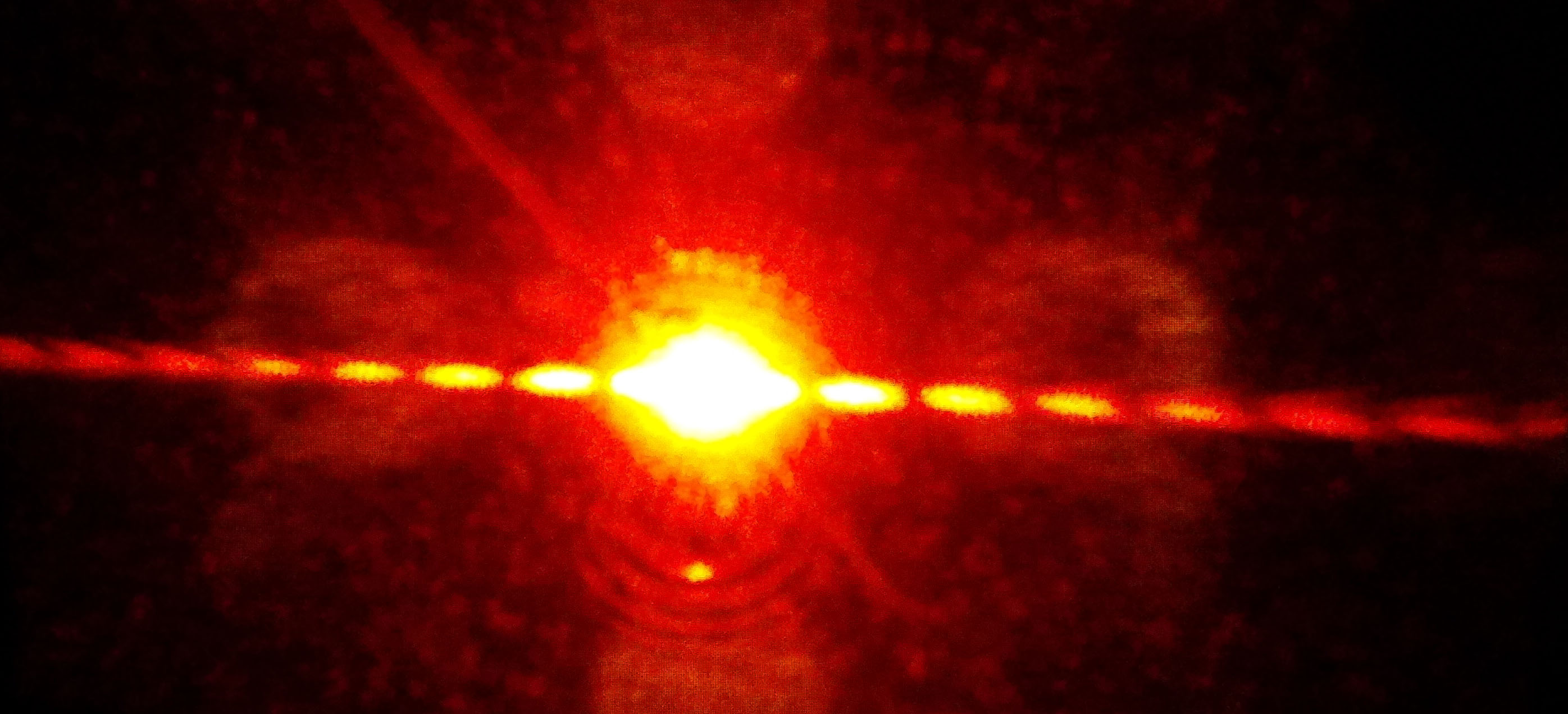
Difracció d'un cabell

Aquest principi estableix que una obertura i un obstacle, de la mateixa forma geomètrica i les mateixes dimensions i igualment il·luminats, produeixen el mateix patró de difracció.
Considerem un cos negre qualsevol, és a dir, un cos que absorbeix completament la llum que cau sobre ell. D'acord amb l'òptica geomètrica, quan s'il·lumina un cos d'aquestes característiques, es produeix després d'ell una regió d'ombra geomètrica, la secció transversal de la qual té una àrea igual a l'àrea del cos en l'orientació perpendicular a la direcció d'incidència de la llum. No obstant això, la presència de difracció fa que la llum que passa prop del cos es vegi en part desviada de la seva direcció inicial. En conseqüència, a grans distàncies darrere del cos no existirà ombra completa, sinó que, a més de la llum que es propaga en la direcció original, hi haurà també una certa quantitat de llum que es propaga formant petits angles amb aquesta direcció. És fàcil determinar la intensitat d'aquesta llum dispersada. Per a això, noti's que, d'acord amb el principi de Babinet, la quantitat de llum desviada a causa de la difracció pel cos considerat, és igual a la quantitat de llum que hagués estat desviada per la difracció deguda a una obertura practicada en una pantalla opaca, obertura la forma de la qual i grandària fossin iguals a la secció recta del cos. Però en la difracció de Fraunhofer deguda a una obertura, tota la llum que passa per ella es veu desviada. D'aquí se segueix que la quantitat total de llum dispersada per un cos negre és igual a la quantitat de llum que cau sobre la seva superfície i és absorbida per ella.

## Altres publicacions
- Babinet, Jacques; Stearns, John (traductor). The diamond and other precious stones.  Washington (EUA): Smithsonian institution, 1871. 363 pàg.